# Торг «Мосодежда»
Московский городской специализированный торг «Мосодежда» — существовавшая в 1951—1992 годах в Москве сеть фирменных розничных магазинов по продаже мужской и женской одежды, а также сопутствующих товаров одежды.

## История
Торг был основан в 1951 году в результате реорганизации Мосторга, из которого наряду торгом «Мосодежда» были выделены Мособувь, Москультторг, Мосгалантерея и ряд других торговых организаций.
В составе Мосодежды состояло 64 магазина и 21 филиал. Крупнейшими из них были магазины «Москвичка», «Людмила», «Татьяна» и «Руслан».
Подчинение Мосодежды:
- 1951—1953 гг. — Управление торгами по торговле промтоварами горторготдела Мосгорисполкома
- 1953—1954 гг. — Главное управление по торговле одеждой Министерства торговли СССР
- 1954—1992 гг. — Управление по торговле промтоварами Мосгорисполкома

В 1992 году Мосодежда была закрыта. Некоторые магазины, всё же, продолжают работу под этим названием.

## Магазины Мосодежды
| - № 1 — Чайковского ул., 18 - № 2 «Москвичка» — Проспект Калинина, 23 - № 3 — Сретенка ул., 23/25 - Филиал магазина № 3 — Сретенка ул., 12 - Филиал магазина № 3 — Сретенка ул., 30/2 - № 4 «Людмила» — Чкалова ул., 41 - № 5 «Татьяна» — Трофимова ул., 2 - № 7 «Наташа» — Горького ул., 19 - Филиал магазина № 7 — Пушкинская ул., 7 - № 8 — Костякова ул., 7 - № 9 — Шоссе Энтузиастов, 20 - № 10 — Преображенская площадь, 6/67 - № 11 — 3-я Владимирская ул., 3 - Филиал магазина № 11 — Перовская ул., 13 - № 12 — Минская ул., 10 - № 14 — Варшавское шоссе, 90 - № 15 — Большая Грузинская ул., 58/60 - № 16 — Зацепский вал, 4/8 - № 17 «Руслан» — Смоленская площадь, 3 - № 18 — Мурановская ул., 9 - № 19 — Нижегородская ул., 13б - № 20 «Бирюса» — Уральская ул., 7 - № 21 — Лётчика Бабушкина, 24/13 - Филиал магазина № 21 — Лётчика Бабушкина ул., 23 - № 22 — Пятницкая ул., 13 - № 23 — Профсоюзная ул., 11 - № 24 — Ленинский проспект, 85 - № 25 — Михайлова ул., 30/8 - № 26 — Профсоюзная ул., 15 - Филиал магазина № 26 — Профсоюзная ул., 16/10 - № 27 — Качалова ул., 2/1 - Филиал магазина № 27 — Метростроевская ул., 8 - № 28 — Барклая ул., 16, корп. 1 - Филиал магазина № 28 — Барклая ул., 18 - № 29 — Проспект Мира, 182 - № 30 — 1-й Новоподмосковный переулок, 2/1 - № 31 — Первомайскаяул., 18 - Филиал магазина № 31 — 5-я Парковая ул., 26 | - № 32 «Модный силуэт» — Проспект Ю. В. Андропова, 38 - № 33 — Вятская ул., 1 - № 34 — Дмитровское шоссе, 29 - № 35 — Велозаводская ул., 6 - № 36 — 3-я Фрунзенская ул., 1 - № 37 — Чернышевского ул., 15/16 - Филиал магазина № 37 — Чернышевского ул., 34/2 - Филиал магазина № 37 — Чернышевского ул., 48 - № 38 — Кутузовский проспект, 26 - Филиал магазина № 38 — Набережная Тараса Шевченко, 1/2 - № 39 — Проспект Мира, 73 - № 41 — Солянка ул., 1/2 - № 42 — Куусинена ул., 6 - № 43 — Краснохолмская набережная, 1/15 - Филиал магазина № 43 — Таганская площадь, 86/1 - № 44 — Бульвар Яна Райниса, 12/8 - № 45 — Ленинский проспект, 86 - № 46 — Горького ул., 26 - № 47 — Зеленодольская ул., 10 - № 48 — Ленинградский проспект, 71 - Филиал магазина № 48 — Маршала Василевского ул., 5 - № 49 — Ломоносовский проспект, 23 - № 50 — Валовая ул., 2/44 - № 51 — Серпуховский вал, 9 - № 52 — Автозаводская ул., 13/1 - № 53 — Красноказарменная ул., 21/23 - № 54 — Огородный проезд, 19 - Филиал магазина № 54 — Онежская ул., 22/7 - № 56 — Рижский проезд, 11 - № 57 — Профсоюзная ул., 118/1 - № 50 — Малая Остроумовская ул., 1а - № 60 — Туристская ул., 13 - № 61 «Русский лён» — Комсомольский проспект, 29 - № 62 — Усиевича ул., 2 - № 63 — Трифоновская ул., 56 - № 64 — Нижегородская ул., 16 - № 65 — Озёрная ул., 29 |